# Teuschnitz
Teuschnitz est une ville de Bavière (Allemagne), située dans l'arrondissement de Kronach, dans le district de Haute-Franconie.